# Гну
Гну (очень часто антилопа гну, лат. Connochaetes) — род крупных копытных животных, обитающих в Африке. Гну относятся к семейству полорогих. Род гну состоит из двух видов: чёрного и голубого гну.

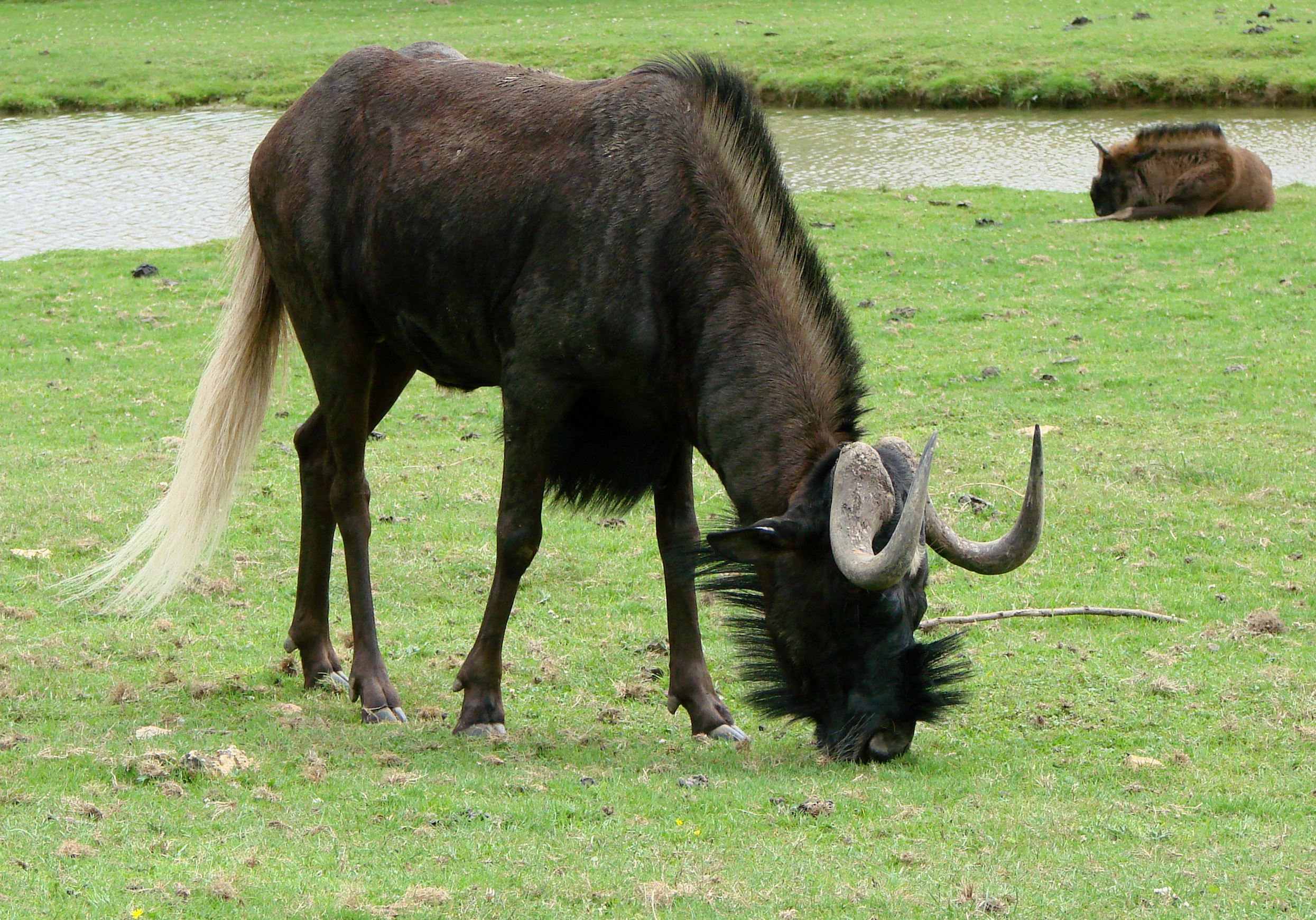
Белохвостый гну (Connochaetes gnou)

Внешне гну немного напоминают буйволов, но отличаются от них более изящным телосложением и меньшим размером рогов. Гну достигают роста 1,15—1,4 м в плечах и массы тела от 150 до 250 кг. Они населяют саванны Африки, особенно Серенгети. Продолжительность жизни гну может составлять более 20 лет.
Широко известна ежегодная сезонная миграция гну, когда стада антилоп переходят на новые пастбища, где после сезона дождей появляется их главная пища — невысокая трава. Сезоны самой масштабной миграции — май и ноябрь, в мае 1,5 миллиона животных мигрирует от равнин к лесам; а в ноябре, после сезона дождей, они возвращаются.
Период спаривания обычно составляет три недели. Размножение не приурочено строго к определенному времени года. Беременность продолжается около 8,5 месяцев, в помёте один, редко два детеныша. В возрасте одной недели детёныши начинают подкармливаться травой, период лактации составляет 7—8 месяцев.
Гну — важная часть экосистемы равнин, так как их экскременты удобряют почву. Также гну являются важным источником пищи. Однако они печально известны тем, какой ущерб причиняют во время бегства. Обычно гну бегут стадом численностью 500 животных на скорости 55 км/ч в течение около получаса.
В период миграции, стадо увеличивается до 1,5 миллиона животных.

## В литературе
- В романе И. Ильфа и Е. Петрова «Золотой телёнок» «Антилопой-Гну» называется автомобиль, на котором разъезжали главные герои романа (см. Адам Козлевич)[3].